# زنار (خيتون)

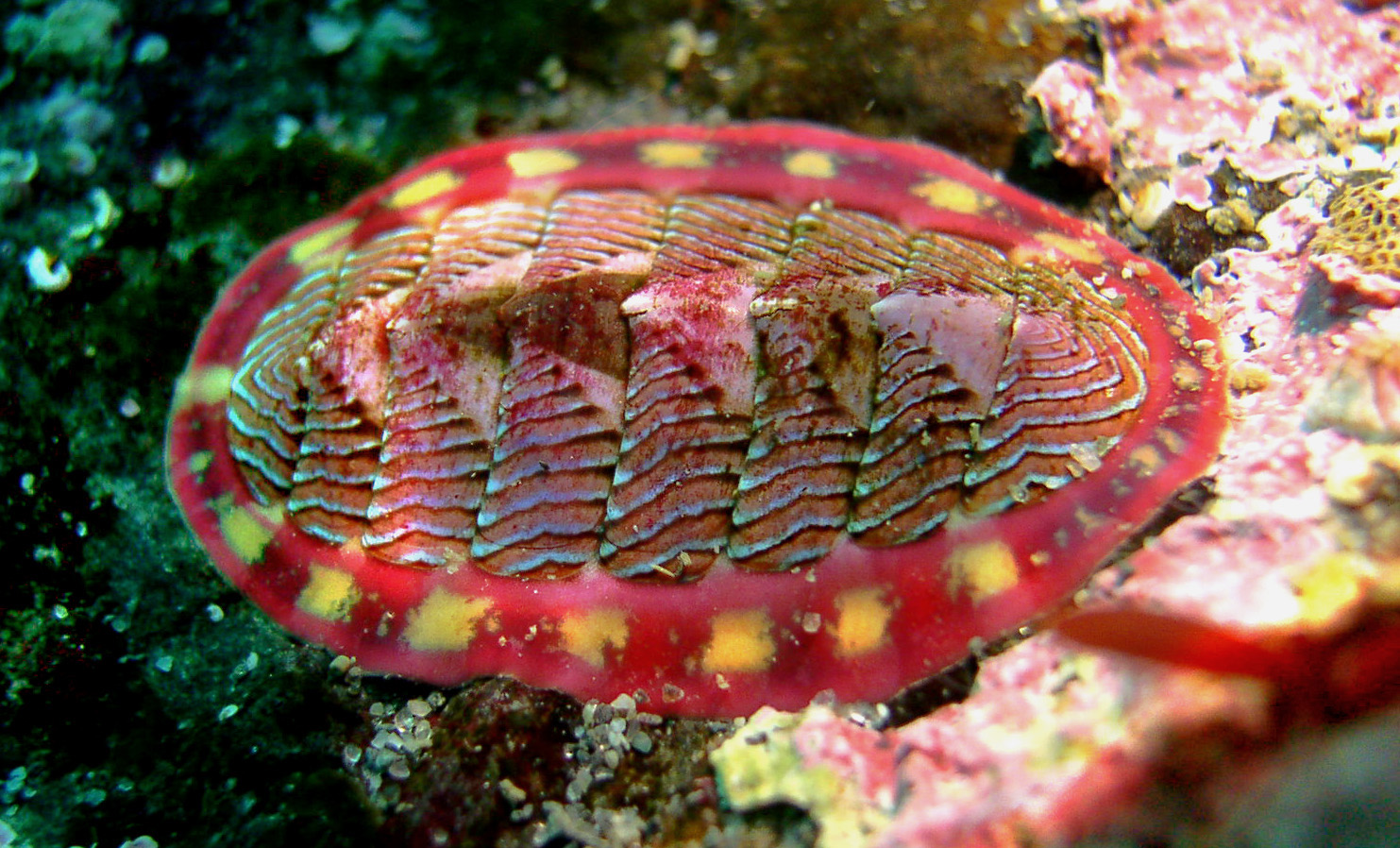
يمتلك هذا الخيتون الحي على زنار لونه وردي غامق مع نقاط صفراء مربعة.

الزنّار هو جزء من تشريح الخيتون، طائفة من الرخويات البحرية، طائفة عديدة الأصداف. تتكون صدفة الخيتون من ثمانية مغاليق تتمفصل مع بعضها البعض. الزنار عبارة عن هيكل قوي ولكنه مرن يحيط بالصفائح في معظم الحالات، ويمسكها جميعها معاً.